# Tylos neozelanicus
Tylos neozelanicus là một loài chân đều trong họ Tylidae. Loài này được Chilton miêu tả khoa học năm 1901.